# Joan Crespí
Joan Crespí (Mallorca s. XV-Palma 1521). Dirigent de la Germania mallorquina. Paraire d'ofici, fou síndic del gremi dels paraires i el 1521 n'era sobreposat.

## Els fets de la Germania
A partir de la tardor del 1520 fou el capdavanter del moviment dels menestrals de la ciutat de Mallorca que es plantejaren la reestructuració del poder polític de l'illa, fins aleshores en mans de l'oligarquia urbana formada per cavallers i ciutadans. Es feren reunions secretes a casa seva per preparar l'aixecament, fins que fou empresonat per ordre del lloctinent Miguel de Gurrea amb altres sis menestrals el 6 de febrer del 1521. L'endemà les classes populars urbanes de la ciutat s'aixecaren i alliberaren els menestrals empresonats. Fou elegit capità major i convocà els caps dels oficis a la sala de la Casa de la Ciutat, on aprovaren el comís dels llibres de la Consignació. L'endemà, el 8 de febrer, el seu títol de capità fou canviat pel d'instador. Com a instador del poble estava assessorat per un consell de vint-i-sis persones, anomenades elets del poble, que més tard fou substituït per la Junta dels Tretze.
Joan Crespí estengué l'organització agermanada a gairebé tot Mallorca i deposà d'una manera legal, amb el pretext que era aragonès, el lloctinent Gurrea (16 de març). No va fer cas de la carta de Carles I del 20 de març de 1521 que comminava obediència al deposat Gurrea. D'aquesta manera la Germania restava al marge de la legalitat. El setembre de 1521, els agermanats celebraren al claustre del convent de Sant Francesc de la ciutat de Mallorca un consell general en el qual hi triomfà la facció més radicalitzada, encapçalada per Joanot Colom. Joan Crespí fou posat en qüestió i desautoritzat. Finalment fou empresonat i assassinat a la presó.
La seva figura, al costat de la de Joanot Colom, és la més significativa de la Germania de Mallorca. Representa el sector més moderat dels agermanats, que dominà la primera fase del procés. És fill il·lustre de Mallorca.